# Carl Michael Ziehrer
Carl Michael Ziehrer (Vienna, 2 maggio 1843 – Vienna, 14 novembre 1922) è stato un compositore e direttore d'orchestra austriaco.
Figura di spicco nell'ambiente musicale della Vienna imperiale, senza ombra di dubbio, Ziehrer fu il più grande e il più tenace rivale dei fratelli Strauss. La sua lunga carriera musicale (oltre 50 anni), per certi versi, ha delle somiglianze con quella del giovane Johann Strauss, fatta eccezione per il fatto che Ziehrer fu anche per tre volte un maestro di banda militare, motivo che influenzò lo stile delle sue composizioni, spesso esuberanti e spavalde. Questo, combinato con l'influenza della musica popolare viennese, favorì un piacevole connubio che rese le composizioni di Ziehrer diverse da quelle dei suoi contemporanei.

## Biografia
Ziehrer nacque a Vienna, più precisamente a Neubau, oggi il settimo distretto della città, lo stesso dove, 18 anni prima, era venuto alla luce Johann Strauss (figlio). Ziehrer ricevette i primi insegnamenti musicali da Simon Sechter, un celebre pedagogo che si occupava anche di storia della musica viennese, ma tecnicamente si formò da autodidatta. Ben presto il suo talento attirò le attenzioni dell'editore musicale Carl Haslinger, uno dei principali editori di Johann Strauss jr. e della sua famiglia, fino a quando, a causa di disaccordi di ordine finanziario, Haslinger decise di abbandonare gli Strauss. Proprio sul giovane Ziehrer, l'ex editore Strauss, sperava di poter trovare un valido avversario da contrapporre a quella che era ormai diventata la famiglia egemone della musica viennese. Il padre di Ziehrer aveva finanziato l'educazione musicale del figlio (che frequentò il conservatorio della città), in cambio di un vantaggioso contratto con Haslnger che si sarebbe impegnato a pubblicare le opere del ragazzo.
Nelle parole della prima moglie di Johann Strauss, Henrietta Treffz, Ziehrer veniva definito come:
(Henrietta Treffz)
Ziehrer debuttò come compositore e direttore d'orchestra con un suo complesso nel 1863, presso la "Diana-Saal" sotto la supervisione di Haslinger. Nonostante il clamore iniziale, Ziehrer dovette fronteggiarsi con la spietata concorrenza di tutti e tre i fratelli Strauss, e spesso fu costretto ad esibirsi unicamente nei sobborghi più poveri pur di guadagnarsi qualcosa per vivere. Tuttavia, grazie alla sua determinazione e all'instancabile attività di compositore e direttore, la sua attività attirò ben presto l'attenzione della stampa, e in un articolo, il suo stile venne paragonato a quello di Joseph Lanner, colui che era stato il primo grande rivale di Strauss Padre. A causa di problemi economici, nel 1870 Ziehrer accettò un contratto di tre anni con l'esercito per assumere il ruolo di maestro di banda. Tornato alla vita civile formò una nuova orchestra in brevissimo tempo, in concomitanza con l'apertura dell'Esposizione Universale che si svolse a Vienna nel 1873. Inoltre, nello stesso periodo, fondò la rivista musicale "Deutsche Musik-Zeitung", che divenne una delle prime e più importanti fonti di informazione musicale del tardo Ottocento.
Successivamente Ziehrer cambiò il suo editore, passando da Haslinger a Doblinger e, nel 1877, riprese l'attività come direttore di banda per l'esercito, incarico che però abbandonò lo stesso 1877. 
Subito dopo assunse molti dei musicisti di Eduard Strauss (musicisti che si erano rifiutati di seguire Strauss in un nuovo tour di concerti all'estero), nominando l'orchestra così venuta a formarsi "Ex Orchestra Eduard Strauss" iniziando a tenere concerti a Vienna con questo nome. Eduard citò in giudizio Ziehrer e, durante uno dei suoi concerti, venne fermato dalle forze di polizia e il tribunale (da cui era stato citato in giudizio) gli proibì l'uso ingannevole del nome, cosa che gli valse una causa per danni e la conseguente pubblicità negativa. Di conseguenza Ziehrer si "esiliò" volontariamente per qualche periodo dalla capitale, scegliendo di intraprendere una serie di concerti nell'Europa dell'est e in Germania. Proprio in Germania incontrò quella che sarebbe diventata la sua futura moglie, Marianne Edelmann, una popolare cantante d'operetta, che nel 1881 si trovava a Berlino.
Ziehrer recuperò appieno la sua reputazione a Vienna soltanto nel 1885, quando accettò il terzo (e più importante) incarico come capo banda del reggimento della "Hoch-und Deutschmeister"; nell'arco di un breve periodo la sua abilità di direttore contribuì a portare a livelli mai raggiunti la qualità delle esibizioni del complesso, attirando grandi folle di pubblico entusiaste. Ziehrer aveva finalmente trovato la propria identità musicale e, molte delle sue composizioni migliori, saranno scritte nel corso del successivo decennio.
Da quel momento fino al 1893 Ziehrer si esibì con la sua orchestra durante innumerevoli concerti, molti a scopo caritatevole, e ciò gli valse il rispetto e l'ammirazione della popolazione viennese. L'apice del suo successo artistico giunse con l'invito, nel 1893, per esibirsi durante l'Esposizione Universale di Chicago in rappresentanza dell'Austria (allo stesso evento partecipò anche, con la sua banda, il celebre compositore statunitense John Philip Sousa, col quale nacque, nel corso dell'esposizione, una certa rivalità artistica). Di ritorno dagli Stati Uniti accettò una serie di impegni a Berlino e, con la sua orchestra rinominata "Konzert Chicagoer-Kapelle" si esibì in ben 41 città tedesche, sempre con grande successo di pubblico. Ancora molto popolare, tornò nella sua Vienna e formò una nuova orchestra con la quale esibirsi regolarmente in tutta la città, specializzandosi nella composizione di musica da ballo.
In questo periodo verranno alla luce popolari composizioni fra le quali i valzer Wiener Mad'ln, Liebesrezepte, Nachtschwärmer, Seculo Nuovo, Vita Nuovo, Hereinspaziert!, Samt und Seide le polke Loslassen!, "Flaggensalust" e soprattutto quella che fu, e che continua ad essere ancora oggi, la composizione più celebre di Ziehrer, il valzer Wiener Bürger (Cittadini viennesi), scritto espressamente per l'inaugurazione del nuovo municipio di Vienna (1890), il valzer ottenne un successo trionfale, tanto da oscurare il Rathausball-Tänze, la composizione che Johann Strauss (figlio). aveva dedicato allo stesso evento.
Fra le altre celebri composizioni di Ziehrer vale la pena di ricordare la Fächer-Polonaise op. 525 e diverse marce militari, scritte prevalentemente nel periodo in cui il compositore svolgeva l'attività di capo banda, fra cui spiccano Der Zauber der Montur e la Schönfeld-Marsch, anche quest'ultima composizione divenne estremamente celebre nel repertorio di Ziehrer.
Dopo il fallimento di un progetto per tenere dei concerti a Londra, Ziehrer si ammalò per il troppo lavoro e decise di prendersi un periodo di riposo ritirandosi sulle montagne austriache; fu in questo periodo di pausa che prese la decisione di riprendere nuovamente la via, con la quale fino ad allora aveva ottenuto poco successo, dell'operetta (l'unica produzione che ebbe un discreto successo fu König Jerôme 1878 con il libretto di Adolf Schirmer, ma buona parte della partitura andò perduta nel devastante rogo del Ringtheater di Vienna nel 1881). 
L'operetta Der kleine Don Juan va in scena nel 1879 a Budapest.
La prima grande occasione per affermarsi anche nel campo dell'operetta giunse a Ziehrer in un anno ben preciso, il 1899, anno della morte dei due più grandi compositori di operette nella Vienna di quel periodo, Johann Strauss (figlio) (morto a giugno) e Carl Millocker (morto a dicembre). In quell'anno debuttò sulle scene teatrali "Die Landstreicher" (I vagabondi), un successo immediato che infranse tutti i record di incassi fino ad allora raggiunti da un'operetta, arrivando a raggiungere oltre 1500 prestazioni. A questa fortunatissima operetta ne seguirono molte altre, come "Der Fremdenfhrer", "Die drei Wünsche" (1901), "Der Schätzmeister" (1904) e "Fesche Geister" (1905).
Nel 1909 l'imperatore Francesco Giuseppe nominò Ziehrer direttore dei balli imperiali di corte (K.K. Hofballmusikdirektor), dopo che per decenni il titolo era rimasto nelle mani degli Strauss, in riconoscimento della popolarità raggiunta e per il suo contributo musicale. Fino allo scoppio della prima guerra (1914), compose ulteriori operette, fra cui "Ein tolles Mädel" (1907), "Liebeswalzer" (Waltzer d'amore) (1908), "Ball bei Hof" (1911) e "Das dumme Herz" (1914), quest'ultima con Alexander Girardi nel ruolo di protagonista. Rinunciando alla sua orchestra, divenne attivo come direttore ospite, insieme a Franz Lehár, Leo Fall e Oscar Straus. Con Lehar, fu determinante nella fondazione di una orchestra permanente specializzata nell'eseguire musica da ballo popolare ad un livello costantemente elevato, da cui nacque la Vienna Symphony Orchestra.
La guerra distrusse tutto quanto, la sua fama e la sua fortuna vennero meno, da lì a qualche anno l'intero Impero sarebbe crollato. Nel 1914 diresse l'ultimo vero ballo di corte. L'ultimo re del valzer morì senza un soldo il 14 novembre 1922, probabilmente in seguito ad un Ictus, e venne sepolto nel Zentralfriedhof di Vienna.

## Opere
- König von Sachsen-Huldigungs-Marsch, op. 64
- Bürgerlich und romantisch, Polka-Mazurka op. 94

- Ohne Sorgen, Polka op. 104
- Auersperg-Marsch, op. 111

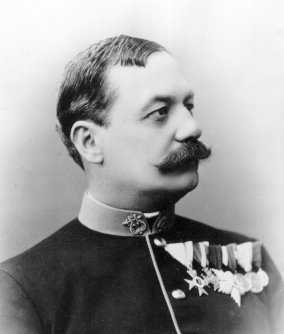
Ziehrer in divisa da capo banda.

- In der Sommerfrische, Valzer op. 318
- Faschingskinder, Valzer op. 382
- Loslassen! Polka-schnell, op. 386
- Metternich-Gavotte, op. 378
- Wiener Mad'ln, Valzer op. 388
- Natursänger-Walzer, op. 415
- Lachen, kosen, tanzen! Polka-Mazurka op. 416
- Wiener Bürger, Valzer op. 419
- Freiherr von Schönfeld-Marsch, op. 422
- Phonographen, Valzer op. 423
- Liebesrezepte, Valzer op. 434
- Gebirgskinder, Valzer op. 444
- Lieber Bismarck, schaukle nicht, Polka op. 465
- Nachtschwärmer, Valzer op. 466
- Wo meine Wiege stand, Valzer op. 468
- Ziehrereien, Valzer op. 478
- Der Zauber der Montur, Marcia op. 493
- Landstreicher-Quadrille, op. 496
- Seculo Nuovo, Vita Nuovo, Valzer op. 498
- Auf in`s XX. Jahrhundert, Marcia op. 501
- Samt und Seide, Valzer op. 515
- Hereinspaziert! Valzer op. 518

- Sei brav, Valzer op. 522
- Fächerpolonaise, op. 525
- Liebeswalzer, op. 537

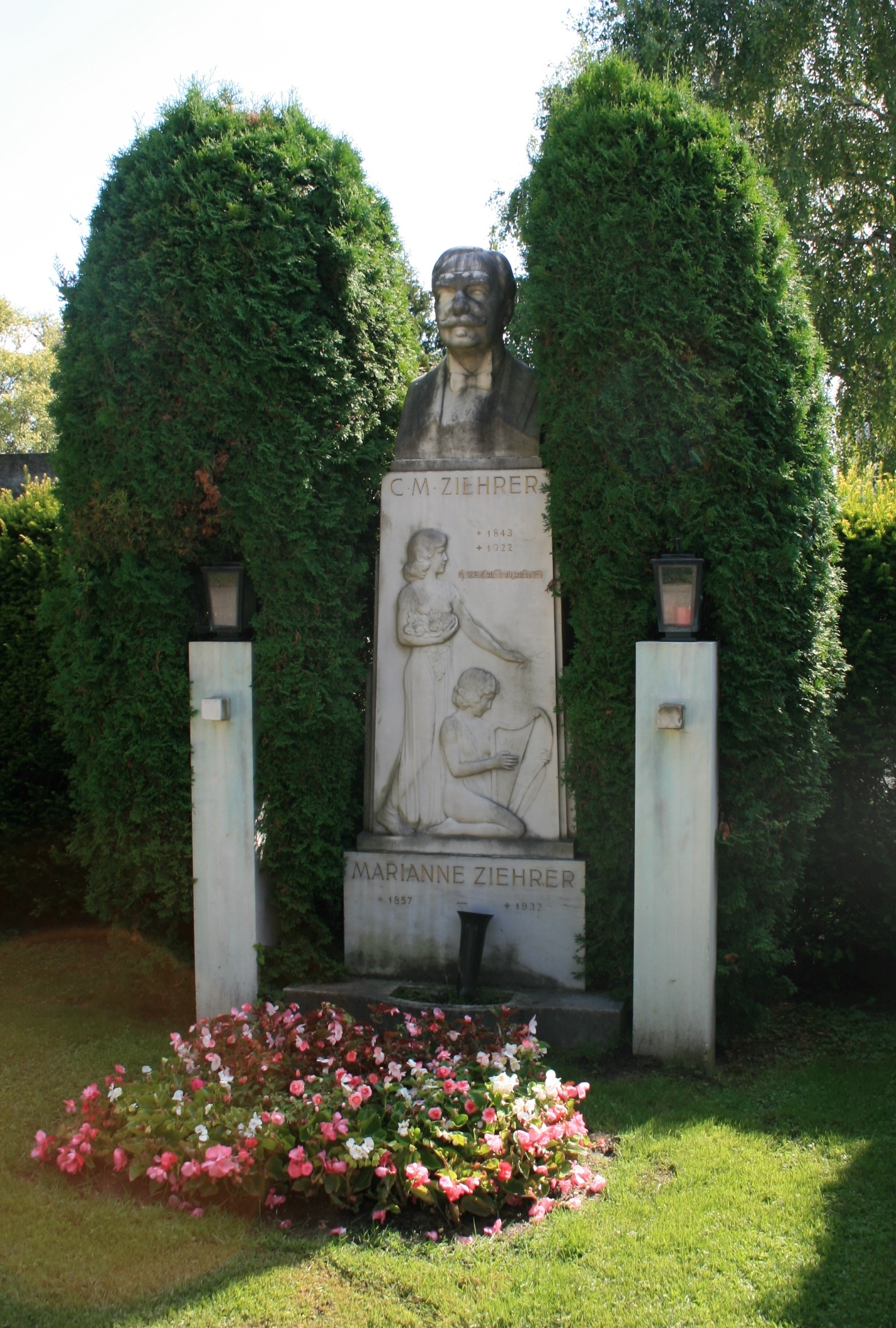
Tomba di Carl Michael Ziehrer nel Cimitero Centrale di Vienna.

- Wenn man Geld hat, ist man fein! Marcia op. 539
- O, diese Husaren, Valzer op. 552
- Ich lach`! Valzer op. 554

### Operette
- Mahomeds Paradies, libretto di Ziehrer, 1866 a Vienna
- Das Orakel zu Delfi, libretto di Carl Costa, Linz 1872
- König Jerôme oder Immer lustig, Vienna 1878
- Wiener Kinder, 1881 al Carltheater di Vienna
- Die Landstreicher, (I vagabondi) 1899
- Die drei Wünsche, 1901 al Carltheater di Vienna con Mizzi Günther
- Der Fremdenführer, operetta viennese in 1 preludio e 3 atti (Il cavaliere della luna), 1902 al Theater an der Wien
- Der Schätzmeister, 1904 al Carltheater di Vienna con Mizzi Günther
- Fesche Geister, 1905
- Die Spottvogelwirtin, 1906
- Ein tolles Mädel, Wiesbaden 1907
- Liebeswalzer (Waltzer d'amore), 1908
- Ball bei Hof, Stettino 1911
- Manöver-Kinder, 1912
- Der Husarengeneral, 1913
- Fürst Casimir, 1913
- Das dumme Herz, 1914